# Sytuacja rewolucyjna

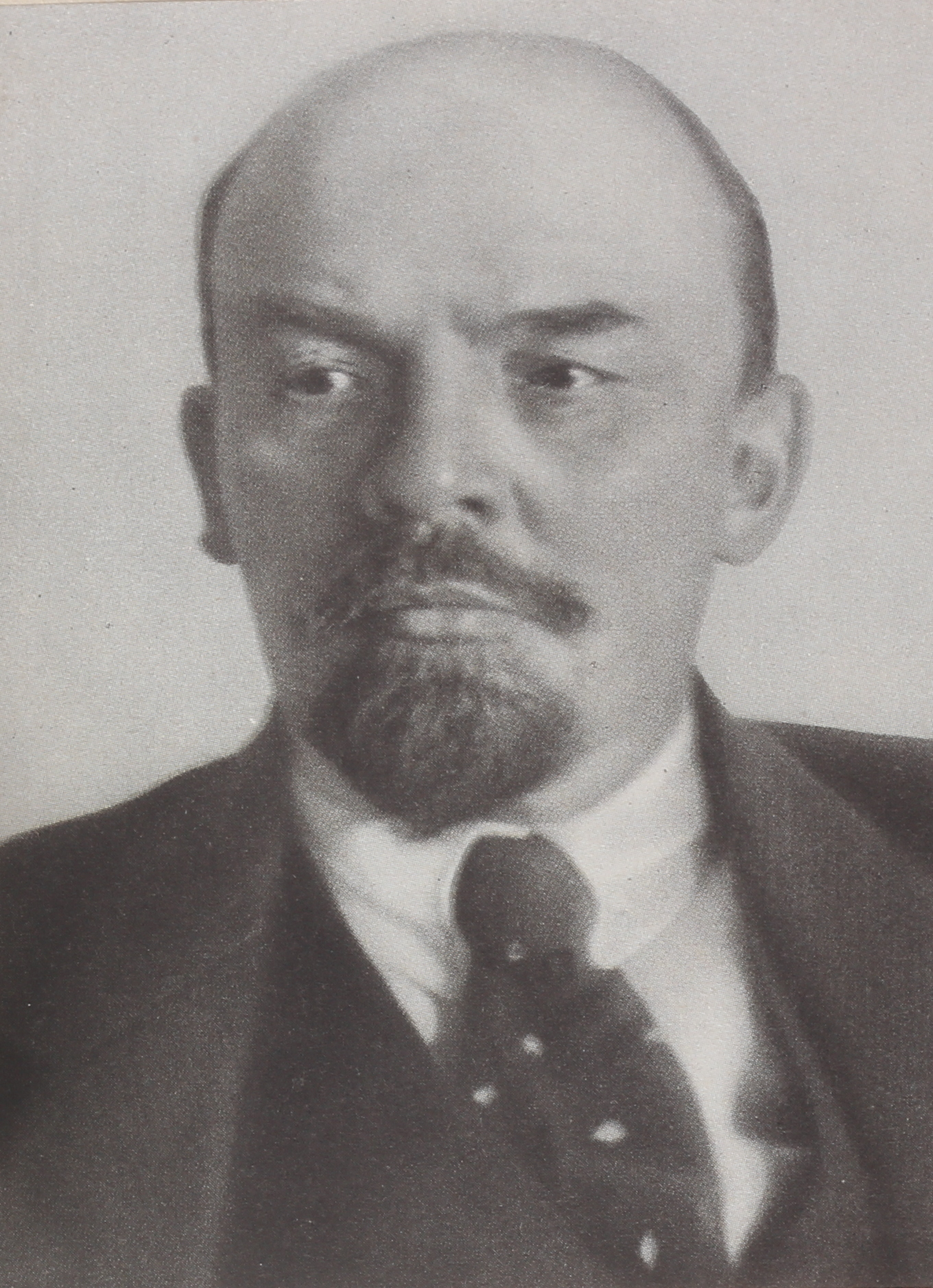
Włodzimierz Lenin

Sytuacja rewolucyjna – pojęcie stworzone przez Włodzimierza Lenina w ramach jego teorii rewolucji socjalistycznej.

## Definicja sytuacji rewolucyjnej
Rewolucje nie są rezultatem pragnienia poszczególnych ludzi, grup czy nawet klas, lecz dokonują się wtedy, kiedy dojrzewają określone warunki, tj. kiedy powstaje sytuacja rewolucyjna. Jest to całokształt obiektywnych warunków, wyrażających ekonomiczny i polityczny kryzys społeczeństwa, i to taki kryzys, z którego wyjść nie można w ramach danego ustroju społecznego.

Dla marksisty nie ulega wątpliwości, że rewolucja jest niemożliwa bez sytuacji rewolucyjnej.

Lenin wyodrębnił trzy oznaki sytuacji rewolucyjnej.

1)  Niemożliwość utrzymania przez klasy panujące swego panowania w nie zmienionej formie; taki lub inny kryzys „gór”, kryzys polityki klasy panującej, stwarzający szczelinę, przez którą przedziera się niezadowolenie i oburzenie klas uciskanych. Aby nastąpiła rewolucja, zazwyczaj nie wystarczy, by „doły nie chciały”, trzeba jeszcze, by „góry nie mogły”żyd po staremu. 2) Zaostrzenie ponad zwykłą miarę nędzy i niedoli  klas  uciskanych. 3) Znaczny wzrost — z wyżej wskazanych przyczyn — aktywności mas, które w epoce „pokojowej” spokojnie pozwalają się grabid, w burzliwych zaś czasach, zarówno przez ogólną sytuację kryzysową, jak i przez same „góry”,zmuszone są do samodzielnego działania historycznego.
Bez tych obiektywnych zmian, niezależnych od woli nie tylko poszczególnych grup i partii, ale i poszczególnych klas, rewolucja jest — z reguły — niemożliwa. Całokształt tych obiektywnych zmian nazywa się właśnie sytuacją rewolucyjną.

Szczególnie ważne znaczenie ma uwaga Lenina, że dla sytuacji rewolucyjnej nie wystarcza, aby masy były niezadowolone i oburzone, trzeba jeszcze, aby klasy panujące nie mogły rządzić po staremu.

Podstawowe prawo rewolucji .. . polega oto na tym: dla rewolucji nie wystarcza, aby masy wyzyskiwane i uciskane uświadomiły sobie, że nie podobna żyć po staremu i zażądały zmiany; dla rewolucji konieczne jest, aby wyzyskiwacze nie mogli żyć i rządzić po staremu.

Innymi słowy, rewolucja niemożliwa jest bez kryzysu ogólnonarodowego, który obejmuje zarówno „doły”, jak i „góry”: „doły” nie chcą żyć po staremu, a „góry” nie mogą rządzić po staremu. Z tego wynika, że partia rewolucyjna klasy robotniczej nie może budować swojej taktyki opierając się jedynie na nastrojach mas; powinna ona uwzględniać również zachowanie się klas rządzących.
Dla zaistnienia sytuacji rewolucyjnej konieczne jest występowanie wszystkich trzech wyżej wymienionych jej cech charakterystycznych. Czas pojawienia się sytuacji rewolucyjnej, formy i tempo jej rozwoju zależą od całego systemu stosunków społeczno-politycznych: od stanu machiny państwowej, od siły proletariatu, jego związków z innymi klasami i in.  .

## Czynnik subiektywny
Sytuacja rewolucyjna jest niezbędną przesłanką przewrotu politycznego, sama nie prowadzi jednak do rewolucji.
W pracy „Krach II Międzynarodówki” Lenin wskazał, że nie każda sytuacja rewolucyjna doprowadza do rewolucji, która następuje dopiero wtedy, kiedy do wyliczonych wyżej zmian obiektywnych dołącza się jeszcze subiektywna, a mianowicie:

zdolność klasy rewolucyjnej do masowych działań rewolucyjnych, dostatecznie silnych, by złamać (lub nadłamać) stary rząd.

Przy istniejących przesłankach obiektywnych czynnik subiektywny nabiera znaczenia decydującego: stary rząd sam nie „upadnie, jeśli mu się nie pomoże upaść”. Jeżeli czynnik subiektywny nie rozwinie się, dojrzałość warunków obiektywnych nie doprowadzi do zwyciężstwa rewolucji; w takim razie rewolucja albo się w ogóle nie rozwinie, albo poniesie porażkę. Tak np. już w latach 1859–1861 powstała w Rosji sytuacja rewolucyjna, aczkolwiek do rewolucji jeszcze nie doszło; istniały obiektywne przesłanki obalenia istniejącego ustroju, jednakże brak było czynnika subiektywnego.

## Indoktrynacja
Uczniowie szkół średnich na całym terenie Związku Radzieckiego mieli obowiązek uczyć się oznak sytuacji rewolucyjnej na pamięć.